# 多大陆主义

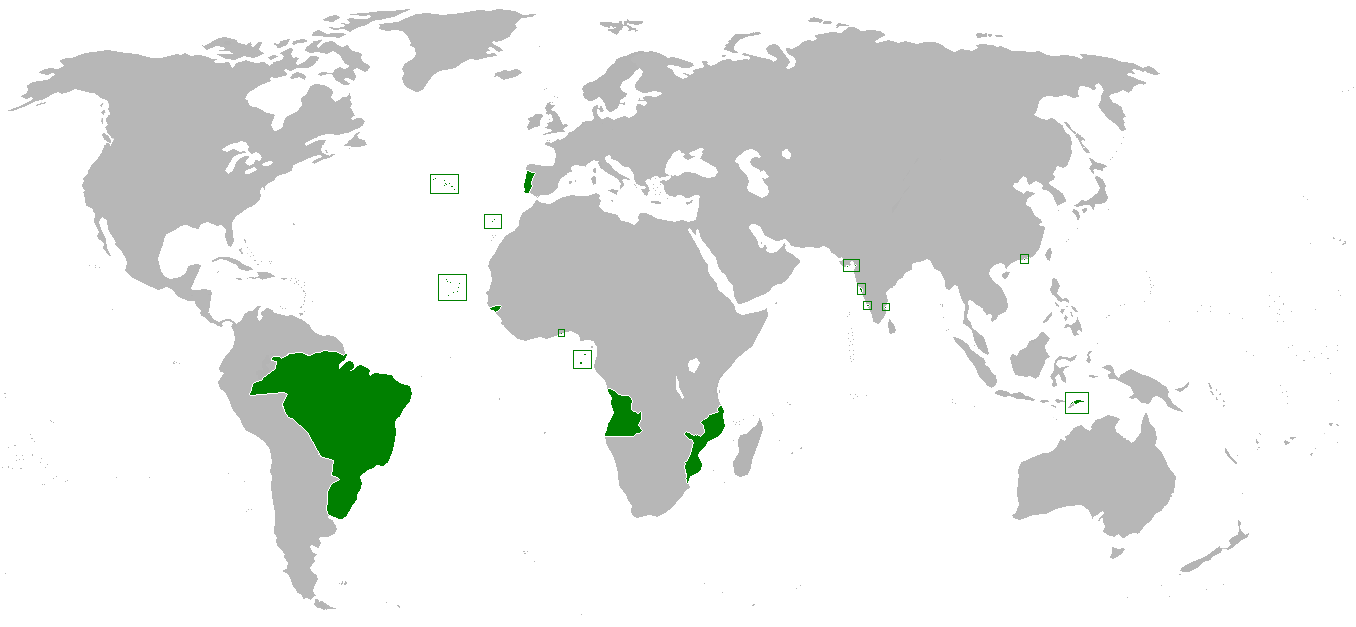
1800年的葡萄牙－巴西－阿尔加维联合王国及其殖民地

多大陆主义（葡萄牙語：Pluricontinentalismo）是一个地缘政治概念，假定葡萄牙是一个跨大陆国家和单一民族国家，由葡萄牙本土及其海外省份组成。

## 历史
多大陆主义起源于14世纪，在新国家政体时期获得了官方的支持。

## 发展

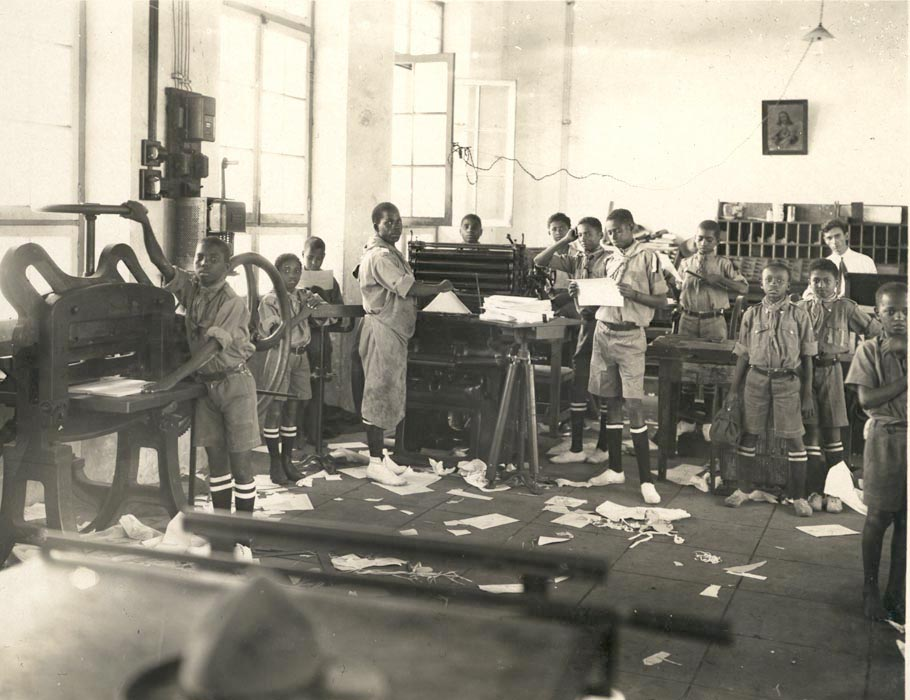
1930年代葡属东非的一家葡语出版物印刷厂

根据多大陆主义理论，葡萄牙不是一个殖民帝国（葡萄牙殖民帝国），而是一个跨大陆的单一民族国家。所有生活在该国的人均属于葡萄牙民族。
葡萄牙第一次奉行多大陆主义是在玛丽亚一世统治时期，当时由于拿破仑的入侵，葡萄牙王室流亡巴西并建立了葡萄牙－巴西－阿尔加维联合王国，首都设于里约热内卢。
1974年康乃馨革命之后，多大陆主义的思想迅速瓦解。